# سرزمین اکتی
سرزمین اکتی (به لاتین: Aketi Territory) یک منطقهٔ مسکونی در جمهوری دموکراتیک کنگو است که در استان اورینتال واقع شده‌است.